# ルオゴザーノ
ルオゴザーノ（伊: Luogosano）は、イタリア共和国カンパニア州アヴェッリーノ県にある、人口約1,200人の基礎自治体（コムーネ）。

## 地理

### 位置・広がり

#### 隣接コムーネ
隣接するコムーネは以下の通り。
- フォンタナローザ
- ラーピオ
- パテルノーポリ
- サン・マンゴ・スル・カローレ
- サンタンジェロ・アッレスカ
- タウラージ